# Wietske de Ruiter

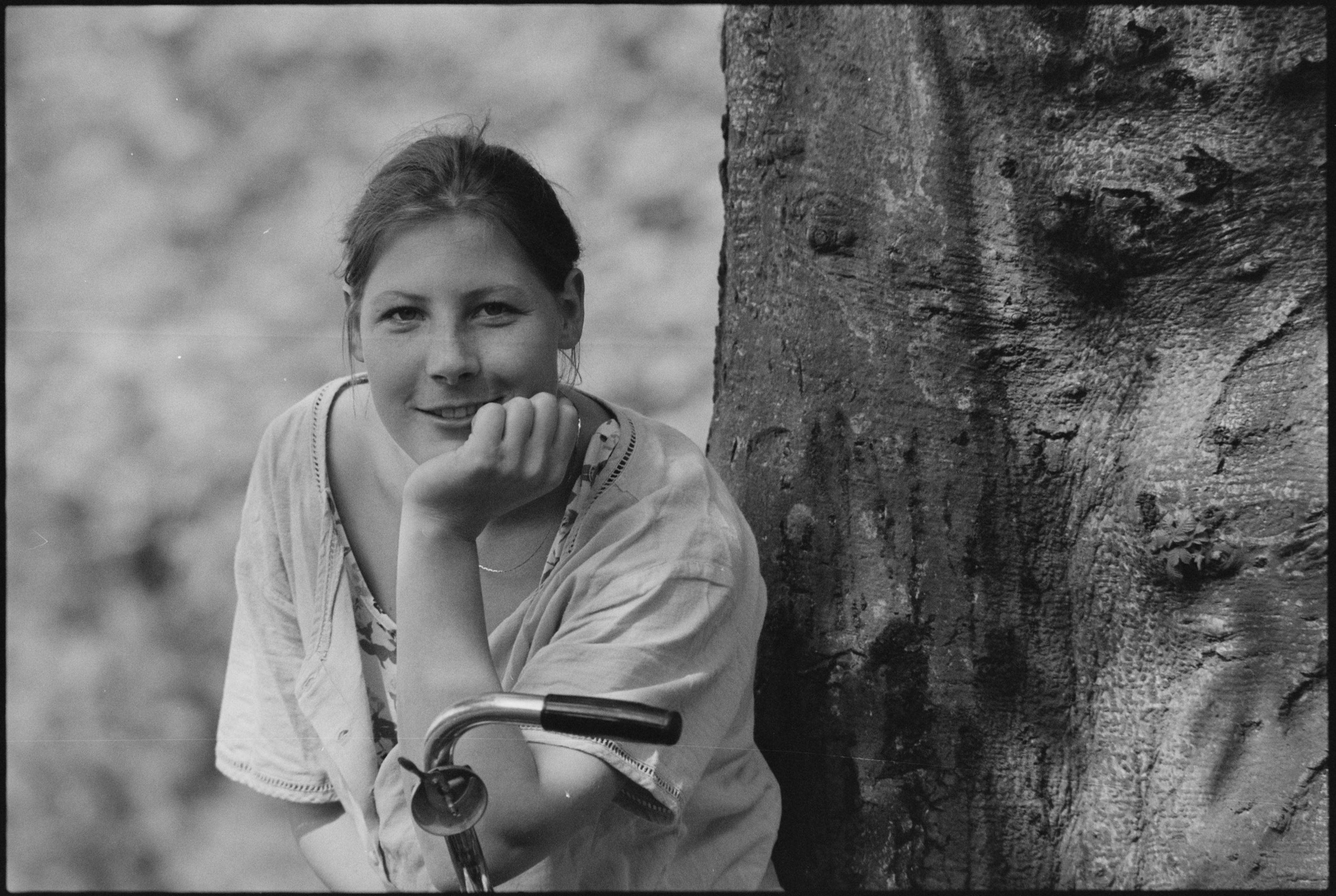
Wietske de Ruiter (1994)

Wietske Anniechen de Ruiter (* 20. März 1970 in Ridderkerk) ist eine ehemalige niederländische Hockeyspielerin. Sie gewann mit der niederländischen Nationalmannschaft eine olympische Bronzemedaille. Sie war Weltmeisterin 1990 und Europameisterin 1995.

## Sportliche Karriere
Wietske de Ruiter spielte als Stürmerin bei HGC Wassenaar, mit diesem Verein gewann sie mehrere niederländische Meistertitel.
Sie debütierte 1989 in der Nationalmannschaft und bestritt bis 1996 insgesamt 135 Länderspiele, in denen sie 97 Tore erzielte. Bei der Weltmeisterschaft 1990 in Sydney gewannen die Niederländerinnen ihre Vorrundengruppe. Nach einem 5:0-Sieg gegen die Engländerinnen im Halbfinale siegten die Niederländerinnen im Finale mit 3:1 gegen die Australierinnen. Wietske de Ruiter war in der Vorrunde nur bei drei von fünf Spielen dabei. Im Halbfinale und im Finale erzielte sie jeweils einen Treffer. Im Jahr darauf bei der Europameisterschaft 1991 in Brüssel waren die Niederländerinnen in der Vorrunde Gruppenzweite hinter der deutschen Mannschaft. Im Halbfinale unterlagen sie den Engländerinnen im Penaltyschießen. Das Spiel um den dritten Platz gewann die sowjetische Mannschaft mit 3:2. 1992 bei den Olympischen Spielen in Barcelona wiesen nach der Vorrunde drei Mannschaften in der Gruppe B zwei Siege und eine Niederlage auf. Die Südkoreanerinnen und die britische Mannschaft hatten die bessere Tordifferenz gegenüber den Niederländerinnen und spielten um die Medaillen, die Niederländerinnen mussten in die Platzierungsrunde und erreichten schließlich den sechsten Rang. Ihren einzigen Treffer des Turniers erzielte Wietske de Ruiter in der Vorrundenpartie gegen die Britinnen.
Nach einer Pause kehrte Wietske de Ruiter 1994 in die Nationalmannschaft zurück. Bei der Weltmeisterschaft 1994 in Dublin unterlagen die Niederländerinnen in der Vorrunde der deutschen Mannschaft und dem Team aus den Vereinigten Staaten. Insgesamt belegten sie den sechsten Platz. Die Europameisterschaft 1995 fand in Amstelveen statt. Die Niederländerinnen gewannen alle sieben Partien, wobei das Finale gegen die Spanierinnen erst durch Penaltyschießen entschieden wurde. Wietske de Ruiter erzielte in sechs Spielen insgesamt neun Tore. Beim olympischen Hockeyturnier 1996 in Atlanta belegten die Niederländerinnen nach der Vorrunde den vierten Platz hinter den punktgleichen Britinnen. Im Spiel um Bronze zwischen diesen beiden Teams siegten die Niederländerinnen im Siebenmeterschießen. Wietske de Ruiter erzielte in acht Spielen sieben Tore, davon drei beim 4:1 gegen die Argentinierinnen.